# Scott Carson
Scott Paul Carson (født 3. september 1985 i Whitehaven, England) er en engelsk fodboldspiller, der spiller for Manchester city. Han har tidligere spillet for Leeds United, Bursaspor og Liverpool, samt på lejebasis Sheffield Wednesday, Charlton Athletic og Aston Villa.
Carson har (pr. april 2018) spillet fire kampe for Englands landshold.